# Gareth Thomas (rugby)
Pour les articles homonymes, voir Gareth Thomas et Thomas.

a Compétitions nationales et continentales officielles uniquement.

b Matchs officiels uniquement.
Dernière mise à jour le 27 avril 2012.
Gareth Thomas, né le 25 juillet 1974 à Bridgend, est un ancien joueur de rugby gallois, international au rugby à XV et à XIII.
Il a été le joueur gallois le plus sélectionné avec 100 sélections avec le XV gallois dont 50 en tant que capitaine.
Il fut ensuite détrôné par Stephen Jones en septembre 2011. Il a également comptabilisé quatre sélections en équipe nationale de rugby à XIII en ayant marqué trois essais.

## Carrière

### Carrière dans le rugby à XV

#### En club
Il a commencé le rugby au Pencoed RFC où il atteint l’équipe espoir mais doit d’abord jouer une saison complète en senior avant de pouvoir décrocher un contrat avec un autre club.
Il joue ensuite à Bridgend où il obtient sa première sélection en 1993.
En 1998, il quitte Bridgend pour rejoindre Cardiff, il fait cela non pas pour l’argent mais pour pouvoir jouer en coupe d’Europe.
En 2003, il retourne jouer à Bridgend et remporte le championnat du pays de Galles. À ce moment, Bridgend appartient à un homme d’affaires, Leighton Samuel, qui était prêt à dépenser sans compter pour remporter ce championnat.
En 2004, il part jouer à Toulouse pour ensuite jouer avec les Cardiffs Blues.
En 2005, il participe à la finale de Coupe d'Europe face au Stade français au Murrayfield Stadium à Édimbourg. Il est titulaire sur l'aile gauche. Les toulousains gagnent le titre de champion d'Europe en s'imposant 12 à 18 après prolongation.
En marquant un essai pour Toulouse en 2006, il reçoit un coup à la tête. Il fut victime d’un infarctus deux semaines plus tard car une artère s’était rompue dans son cou. Il dut s’absenter 18 mois à la suite de cette blessure.

#### En équipe nationale

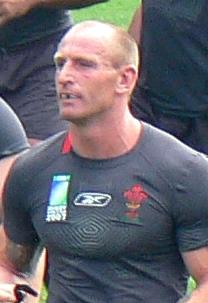
Gareth Thomas lors de la coupe du monde 2007.

Il honore sa première cape internationale en équipe du pays de Galles le 27 mai 1995 contre l'équipe du Japon. Il rejoint le record gallois du nombre d'essais marqués par match lors d'une rencontre contre l'Italie à Trévise en 1999, où il aplatit quatre fois la balle. Avant d'être dépassé par Shane Williams lors du Tournoi des six nations 2008, il est le gallois ayant marqué le plus d'essais (40). Avec 100 tests matchs joués, il est le joueur ayant le plus été sélectionné en équipe du pays de Galles. Il marque l'essai sur interception du plus loin du terrain, à la suite d'une course de 90 mètres lors d'une rencontre contre l'Australie en 1996.
Après avoir participé à trois coupes du monde entre 1995 et 2003, il devient en 2004 capitaine de l'équipe du pays de Galles, qui effectue un Grand chelem lors du tournoi des six nations 2005. Cependant il manque les 2 derniers matchs pour une blessure au pouce.
Thomas est sélectionné pour la tournée de l'équipe des Lions britanniques et irlandais de rugby à XV en 2005. Entré à la suite de la blessure de Brian O'Driscoll dans les premières minutes de la rencontre contre la Nouvelle-Zélande, il est capitaine titulaire des deux autres matchs.
Au cours du tournoi des six nations 2007, il est nommé capitaine lors du dernier match du pays de Galles contre l'Angleterre après que Stephen Jones est sorti à la suite d'une fracture du poignet. Lors de son entrée sur le terrain, il égale le record de Gareth Llewellyn avec 92 sélections en équipe nationale et le dépasse lors du match contre l'Australie à l'ANZ Stadium de Sydney le 26 mai 2007, match perdu par le pays de Galles 29-23. Sa centième sélection a été lors de la défaite du pays de Galles contre les Fidji comptant pour la coupe du monde de rugby à XV 2007. Marqueur d'essais émérite avec le pays de Galles, il bat le record de Ieuan Evans pour devenir le meilleur marqueur gallois avec quarante essais, soit le neuvième meilleur résultat mondial (avant d'être dépassé par Shane Williams lors du Tournoi des six nations 2008).
Il participa à la Coupe du Monde 2007 où il fêta sa 100e sélection lors d’un match décisif contre les Fidji pour la qualification du tour suivant.

### Reconversion dans le rugby à XIII
En fin de contrat en mai 2010 avec les Blues de Cardiff, il quitte le rugby à XV pour le rugby à XIII en signant pour le club gallois des Crusaders RL, il devient également international gallois en rugby à XIII et comptabilise 4 sélection et marque 3 essais.

### Retraite sportive
Il est consultant pour ITV au cours de la Coupe du monde de rugby à XV 2011 et 2015.
Le 25 octobre 2011, il décide de mettre un terme à sa carrière de joueur. Il ne pouvait plus, selon ses propos, se donner à 100 % au rugby. Le 5 janvier 2012, il entre dans le jeu Celebrity Big Brother 9 au côté notamment de l'acteur américain Michael Madsen ou des playmates Playboy américaines Kristina et Karissa Shannon. Le 27 janvier lors de la finale, il arrive en troisième position.

### Récompense
En 2006, il reçoit le Pat Marshall Award de la presse britannique spécialisée (au sein du Rugby Union Writers Club, créé en 1961), pour avoir été désigné meilleur joueur européen pour l'année 2005.

## Palmarès

### En club
- Vainqueur de la Coupe d'Europe en 2005 avec le Stade toulousain
- Vice-champion de la Celtic League en 2007 et 2008
- Vainqueur de la Coupe anglo-galloise en 2009
- Vainqueur de la Welsh Premier Division en 2003

### En équipe nationale
- Grand chelem : 2005

## Statistiques

### En équipe nationale
- 100 sélections
- 200 points (40 essais)
- Capitaine en 2003 (1 fois), 2004 (3 fois), 2005 (8 fois), 2006 (2 fois)
- Sélections par année : 5 en 1995, 7 en 1996, 11 en 1997, 7 en 1998, 10 en 1999, 7 en 2000, 9 en 2001, 5 en 2002, 11 en 2003, 8 en 2004, 6 en 2005, 4 en 2006, 10 en 2007
- En coupe du monde :
  - 2007 : 3 sélections (Canada, Australie, Fidji)
  - 2003 : 4 sélections (Canada, Italie, All Blacks, Angleterre)
  - 1999 : 4 sélections (Pumas, Japon, Samoa, Wallabies)
  - 1995 : 3 sélections (Japon, All Blacks, Irlande)

### Avec les Lions britanniques
- 3 sélections
- 1 essai (5 points)

## Vie privée
Accepter son homosexualité a été un long et dur combat pour Gareth Thomas. Il prend conscience de celle-ci vers l'âge de 17 ans, peu après avoir rencontré Jemma, sa future épouse. Il ressent le besoin de cacher son orientation à son entourage et au public, le rugby n’étant, d'après lui, pas un environnement assez ouvert pour accueillir cette nouvelle. Pour tromper les apparences, il épouse Jemma en 2002.
En 2006, Thomas fait deux tentatives de suicide, une après la troisième fausse couche de sa femme, dans la piscine de sa résidence toulousaine, sous emprise de l'alcool, et une autre sur la falaise d'une côte galloise, après le départ définitif de Jemma Thomas à la suite de l'annonce de son homosexualité en 2006.
Après un match désastreux contre l’Australie au Millennium Stadium en novembre 2006, pendant lequel Gareth Thomas est au plus bas de sa forme, son ancien assistant-sélectionneur, Scott Johnson, lui demande de s'expliquer. Le joueur se confie, ce qui incite Johnson à lui apporter son soutien et à mettre au courant deux autres joueurs, Stephen Jones et Martyn Williams. Gareth Thomas dévoile par la suite son orientation sexuelle à ses coéquipiers des Cardiff Blues, sans rencontrer de difficultés.

### Son coming out
En décembre 2009, Gareth décide de faire officiellement son coming out dans un entretien publié par le Daily Mail avec l’aide de son ami et directeur commercial Emanuele Palladino.
Le 19 décembre 2009, après la parution de l'interview dans laquelle il annonce son homosexualité, Thomas joue avec les Cardiff Blues contre Toulouse, son ancien club. Il reçoit le soutien de toute son équipe. Sur la pelouse du Stadium de Toulouse à l’annonce de son nom, il est gratifié d’une ovation par les 30 000 spectateurs toulousains, ainsi que ses coéquipiers,.
Il reçoit de nombreux messages de remerciements, d'anonymes mais aussi de sportifs de premier plan. Le nageur australien Daniel Kowalski et le plongeur anglais Tom Daley lui auraient demandé conseil avant leur propre coming out.
En novembre 2018, il est victime d'une agression homophobe, et obtient de la police que l'agresseur soit impliqué dans une action de justice restaurative.

### Séropositivité
Le 14 septembre 2019, lors d'un entretien accordé au Sunday Mirror, il annonce être atteint du virus du VIH, à la suite de menaces. Il est le premier sportif britannique à dévoiler sa séropositivité. Il s'engagera ensuite pour dénoncer la stigmatisation des personnes séropositives.

## Autour du sportif
En 2012, on apprend qu'un film biographique est en projet, sur sa carrière. L'américain Mickey Rourke avait été pressenti, mais finalement le comédien anglais Tom Hardy devrait l'interpréter,.